# Münchener Vertragshandbuch
Das Münchener Vertragshandbuch ist eine mehrbändige juristische Fachpublikation, die Vertragsmuster enthält. Es erscheint mittlerweile (2010) in 8. Auflage im Verlag C.H. Beck. In Rezensionen wurde es als Standardwerk zur Vertragsgestaltung bezeichnet.

## Inhalt
In der sechsten Auflage besteht das Münchener Vertragshandbuch aus sechs Bänden mit einem Umfang von jeweils über 1000 Seiten. Das Gesamtwerk besteht derzeit aus folgenden Teilen: Gesellschaftsrecht (Bd. 1); Wirtschaftsrecht (Bd. 2–4); Bürgerliches Recht (Bd. 5, 6).
Jeder Band enthält systematisch angeordnete Vertragsmuster, die von verschiedenen Bearbeitern verfasst worden sind. Darüber hinaus enthält das Werk Gestaltungsvarianten und Hinweise zu den europarechtlichen Bezügen sowie zum Steuer-, Kartell-, Gebühren- und Kostenrecht.
Herausgeber sind Martin Heidenhain, Rolf A. Schütze, Lutz Weipert, Markus Rieder und Sebastian Herrler.